# Parobisium martii
Parobisium martii är en spindeldjursart som beskrevs av Volker Mahnert 2003. Parobisium martii ingår i släktet Parobisium och familjen helplåtklokrypare. Inga underarter finns listade i Catalogue of Life.